# Таремский сельсовет
Та́ремский сельсове́т — сельское поселение в составе Павловского района Нижегородской области России. Административный центр — село Таремское.

## История
Статус и границы сельского поселения установлены Законом Нижегородской области от 15 июня 2004 года № 60-З «О наделении муниципальных образований - городов, рабочих посёлков и сельсоветов Нижегородской области статусом городского, сельского поселения».

## Население
| 2002  | 2010  | 2012  | 2013  | 2014  | 2015  | 2016  |
| ----- | ----- | ----- | ----- | ----- | ----- | ----- |
| 4247  | ↘4123 | ↘4052 | ↘3970 | ↘3967 | ↘3908 | ↘3842 |
| 2017  | 2018  | 2019  | 2020  |       |       |       |
| ↘3817 | ↘3770 | ↘3709 | ↘3674 |       |       |       |

## Состав сельского поселения
В состав Таремского сельсовета входят населённые пункты:
| №  | Населённый пункт | Тип населённого пункта       | Население |
| -- | ---------------- | ---------------------------- | --------- |
| 1  | Александровка    | деревня                      | ↘2        |
| 2  | Амачкино         | деревня                      | ↗14       |
| 3  | Долгово          | деревня                      | ↘46       |
| 4  | Завалищи         | деревня                      | ↘399      |
| 5  | Заплатино        | деревня                      | ↗61       |
| 6  | Крюки            | деревня                      | ↘5        |
| 7  | Меленки          | деревня                      | ↘42       |
| 8  | Молявино         | деревня                      | ↘480      |
| 9  | Таремское        | село, административный центр | ↘3074     |
| 10 | Шепелево         | деревня                      | ↘0        |